# Ярославців Олександр Павлович

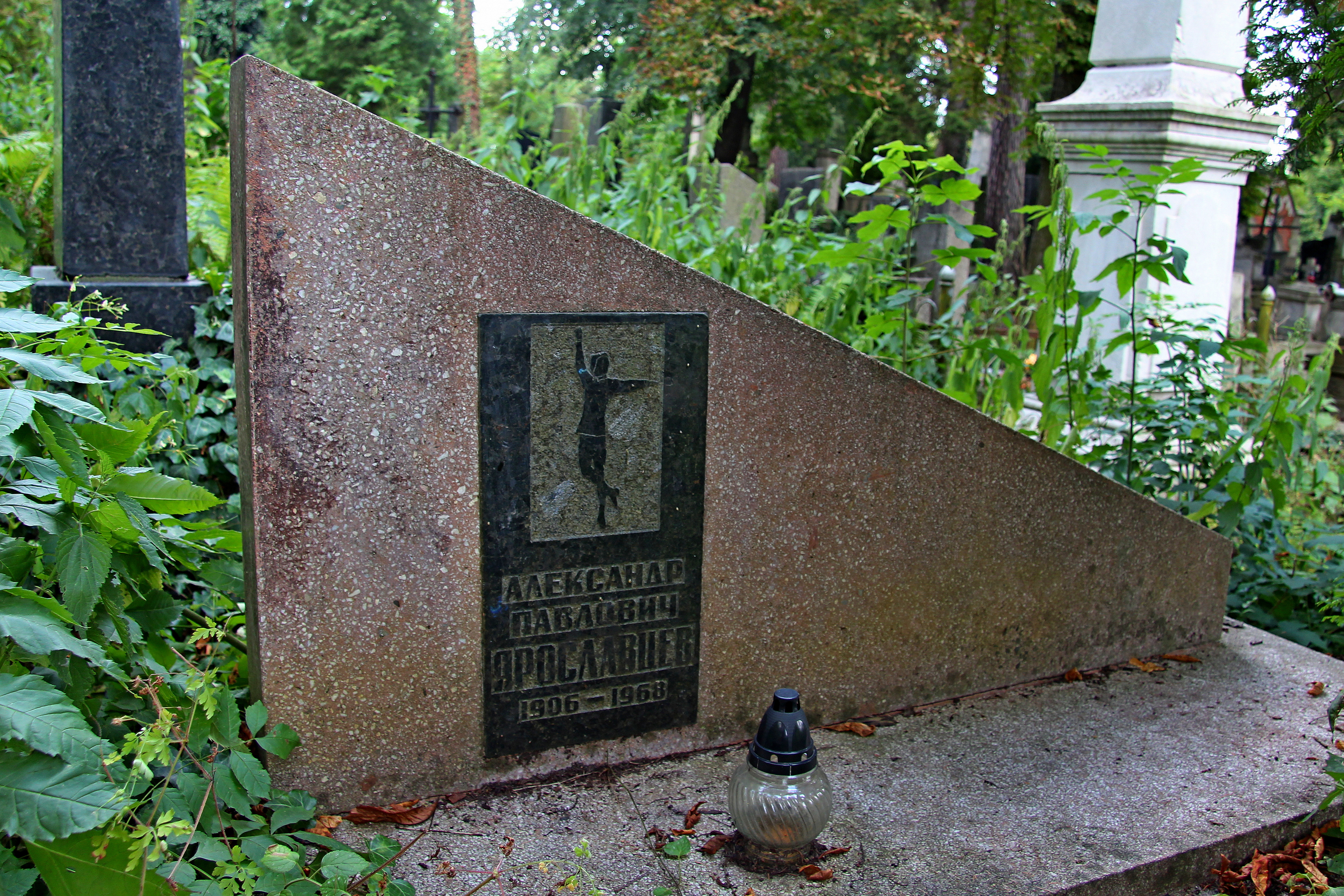

Олександр Павлович Ярославців  (1906—1968) — соліст балету Київської опери, згодом Львівського оперного театру (1941—1944).
Головні партії: Базіль («Дон Кіхот» Людвіга Мінкуса), Пер Ґюнт (в однойменному балеті на музику Едварда Ґріґа), Степан («Сільське кохання» за Костянтином Данькевичем) і у «Вальпургіевій ночі» з «Фавста» Шарля Ґуно та ін.
Помер у Львові, похований на полі № 9 Личаківського цвинтаря.